# دی‌فسفر
دی‌فسفر (به انگلیسی: Diphosphorus) یک ترکیب شیمیایی با شناسه پاب‌کم ۵۴۶۰۷۰۰ است. 